# Elecciones municipales de Costa Rica de 2006
Las elecciones municipales de 2006 fueron un proceso electoral realizado el domingo 3 de diciembre en el que se eligieron a los diferentes cargos municipales (excepto los regidores): 81 alcaldes, y sus dos vicealcaldes, 8 intendentes, y sus suplentes, 469 síndicos propietarios, y sus suplentes (1 por cada distrito), 1844 concejales propietarios, y sus suplentes (4 por cada distrito) y a los 32 concejales municipales de distrito, y sus suplentes, para el período 2006-2010. Fueron las segundas elecciones municipales realizadas en Costa Rica.
Al igual que en el 2002, la participación en estas elecciones municipales fue muy poca. Los niveles de abstencionismo superaron el 76%.

## Resultados

### Alcaldes
| Cantón              | Población | Incumbente                | Partido | Partido | Electo                    | Partido | Partido |
| ------------------- | --------- | ------------------------- | ------- | ------- | ------------------------- | ------- | ------- |
| San José            | 309 672   | Johnny Araya              |         | PLN     | Johnny Araya              |         | PLN     |
| Escazú              | 52 372    | Marco Antonio Segura      |         | PLN     | Marco Antonio Segura      |         | PLN     |
| Desamparados        | 193 478   | Carlos Alberto Padilla    |         | PLN     | Maureen Fallas            |         | PLN     |
| Puriscal            | 29 407    | Carlos Araya              |         | PUSC    | Jorge Luis Chaves         |         | PLN     |
| Tarrazú             | 14 160    | José Rodolfo Naranjo      |         | PUSC    | Iván Suárez               |         | PLN     |
| Aserrí              | 57 892    | Mario Morales             |         | PLN     | Mario Morales             |         | PLN     |
| Mora                | 21 666    | Alcides Ovidio Araya      |         | PLN     | Gilberto Monge            |         | PLN     |
| Goicoechea          | 117 532   | Carlos Luis Murillo       |         | PUSC    | Óscar Enrique Figueroa    |         | PLN     |
| Santa Ana           | 48 879    | Ronald Octavio Traña      |         | PUSC    | Gerardo Oviedo            |         | PLN     |
| Alajuelita          | 70 297    | Víctor Hugo Echavarría    |         | PUSC    | Tomás Poblador            |         | PLN     |
| Vázquez de Coronado | 55 585    | Rolando Méndez            |         | PUSC    | Leonardo Herrera          |         | PLN     |
| Acosta              | 18 661    | Ronald Ricardo Durán      |         | PLN     | Ronald Ricardo Durán      |         | PLN     |
| Tibás               | 72 074    | Percy Kenneth Rodríguez   |         | PUSC    | Jorge Antonio Salas       |         | PAC     |
| Moravia             | 50 419    | Alejandro Hidalgo         |         | PLN     | Edgar Vargas              |         | PAC     |
| Montes de Oca       | 50 433    | Sonia María Montero       |         | PAC     | Fernando Trejos           |         | UpC     |
| Turrubares          | 4877      | Roberto González          |         | PUSC    | Rafael Vindas             |         | PUSC    |
| Dota                | 6519      | Mario Enrique Umaña       |         | PLN     | José Valverde             |         | PLN     |
| Curridabat          | 60 889    | Luz de los Ángeles Retana |         | CSXXI   | Edgar Eduardo Mora        |         | CSXXI   |
| Pérez Zeledón       | 122 187   | Rosibel Ramos             |         | PUSC    | Rosibel Ramos             |         | PUSC    |
| León Cortés Castro  | 11 696    | Sergio Picado             |         | PUSC    | Leonardo Quesada          |         | PLN     |
| Alajuela            | 222 853   | Fabio Molina              |         | PLN     | Joyce Mary Zurcher        |         | PLN     |
| San Ramón           | 67 975    | Osvaldo Vargas            |         | PUSC    | Raúl Antonio Gómez        |         | PLN     |
| Grecia              | 65 119    | Freddy Barrantes          |         | PUSC    | Giovanny Arguedas         |         | PLN     |
| San Mateo           | 5343      | Erwen Yanan Masís         |         | PUSC    | Erwen Yanan Masís         |         | PUSC    |
| Atenas              | 22 479    | Wilberth Martín Aguilar   |         | PUSC    | Wilberth Martín Aguilar   |         | PUSC    |
| Naranjo             | 37 602    | Mario Bolívar Solís       |         | PLN     | Eugenio Padilla           |         | PLN     |
| Palmares            | 29 766    | Mario Alberto Rojas       |         | PUSC    | Luis Carlos Castillo      |         | PLN     |
| Poás                | 24 764    | Carlos Eduardo Soto       |         | PUSC    | José Joaquín Brenes       |         | PLN     |
| Orotina             | 15 705    | José Joaquín Peraza       |         | PUSC    | Emilio Jesús Rodríguez    |         | PLN     |
| San Carlos          | 127 140   | Alfredo Córdoba           |         | PLN     | Alfredo Córdoba           |         | PLN     |
| Alfaro Ruiz         | 10 845    | Manuel Enrique Durán      |         | PUSC    | Marco Vinicio Rodríguez   |         | PLN     |
| Valverde Vega       | 16 239    | Víctor Manuel Rojas       |         | PUSC    | Víctor Manuel Rojas       |         | PUSC    |
| Upala               | 37 679    | Juan Bosco Acevedo        |         | PLN     | Juan Bosco Acevedo        |         | PLN     |
| Los Chiles          | 19 732    | Santiago Millón           |         | PLN     | Santiago Millón           |         | PLN     |
| Guatuso             | 13 045    | Carlos Luis Corrales      |         | PUSC    | Fidel Condega             |         | PLN     |
| Cartago             | 132 057   | Harold Humberto Góngora   |         | PUSC    | Rolando Alberto Rodríguez |         | PLN     |
| Paraíso             | 52 393    | Marvin Solano             |         | PAPAR   | Marvin Solano             |         | ML      |
| La Unión            | 80 279    | Guillermo Arturo Zúñiga   |         | PIO     | Julio Antonio Rojas       |         | PLN     |
| Jiménez             | 14 046    | Jorge Humberto Solano     |         | PLN     | Jorge Humberto Solano     |         | PLN     |
| Turrialba           | 68 510    | Marvin Gerardo Orocú      |         | PUSC    | Luis Alfonso Pérez        |         | PLN     |
| Alvarado            | 12 290    | Ángel Raquel López        |         | PLN     | Ángel Raquel López        |         | PLN     |
| Oreamuno            | 39 032    | Gerardo Walter Granados   |         | PUSC    | Marco Vinicio Redondo     |         | PAC     |
| El Guarco           | 33 788    | Luis Rafael Flores        |         | PUSC    | William Adolfo Cerdas     |         | PLN     |
| Heredia             | 103 894   | Javier Carvajal           |         | PUSC    | José Manuel Ulate         |         | PLN     |
| Barva               | 32 440    | Omar Enrique Trigueros    |         | PUSC    | Mercedes Hernández        |         | PLN     |
| Santo Domingo       | 34 748    | Erika Lizette Linares     |         | PLN     | Raúl Isidro Bolaños       |         | PLN     |
| Santa Bárbara       | 29 181    | Luis Paulino Rodríguez    |         | PUSC    | Rolando Hidalgo           |         | PLN     |
| San Rafael          | 37 293    | Jorge Isaac Herrera       |         | PLN     | Alberto Vargas            |         | PAC     |
| San Isidro          | 16 056    | Elvia Dicciana Villalobos |         | PLN     | Elvia Dicciana Villalobos |         | PLN     |
| Belén               | 19 834    | Víctor Manuel Víquez      |         | PLN     | Horacio Alvarado          |         | PUSC    |
| Flores              | 15 038    | Marvin Murillo            |         | PUSC    | Jenny Alfaro              |         | PAC     |
| San Pablo           | 20 813    | Aracelly Salas            |         | PUSC    | Aracelly Salas            |         | PUSC    |
| Sarapiquí           | 57 147    | Pedro Rojas               |         | PLN     | Pedro Rojas               |         | PLN     |
| Liberia             | 46 703    | Ricardo Adolfo Samper     |         | PLN     | Carlos Luis Marín         |         | PLN     |
| Nicoya              | 42 189    | Bernardo Vargas           |         | PLN     | Lorenzo Rosales           |         | PLN     |
| Santa Cruz          | 40 821    | Pastor Gómez              |         | PUSC    | Jorge Enrique Chavarría   |         | PLN     |
| Bagaces             | 15 972    | Guillermo Aragón          |         | PUSC    | Luis Ángel Rojas          |         | PLN     |
| Carrillo            | 27 306    | José María Guevara        |         | PUSC    | Carlos Gerardo Cantillo   |         | PLN     |
| Cañas               | 24 076    | Gilberto Jerez            |         | PLN     | Katia María Solórzano     |         | PLN     |
| Abangares           | 16 276    | Víctor Julio Cabezas      |         | PUSC    | Jorge Calvo               |         | PLN     |
| Tilarán             | 17 871    | Jovel Arias               |         | PUSC    | Jovel Arias               |         | PUSC    |
| Nandayure           | 9985      | Luis Gerardo Rodríguez    |         | PGI     | Luis Gerardo Rodríguez    |         | PUN     |
| La Cruz             | 16 505    | Junnier Alberto Salazar   |         | PUSC    | Carlos Matías Gonzaga     |         | PLN     |
| Hojancha            | 6534      | Juan Rafael Marín         |         | PLN     | Juan Rafael Marín         |         | PLN     |
| Puntarenas          | 102 504   | Omar Obando               |         | PUSC    | Agne Gómez                |         | PLN     |
| Esparza             | 23 963    | Dagoberto Venegas         |         | PUSC    | Dagoberto Venegas         |         | PUSC    |
| Buenos Aires        | 40 139    | Giovanni Fallas           |         | PUSC    | Primo Feliciano Álvarez   |         | PLN     |
| Montes de Oro       | 11 159    | Álvaro Jiménez            |         | PLN     | Álvaro Jiménez            |         | PLN     |
| Osa                 | 25 861    | José Gabriel Villachica   |         | PUSC    | Jorge Alberto Cole        |         | PLN     |
| Aguirre             | 20 188    | Alex Max Contreras        |         | PUSC    | Óscar Octavio Monge       |         | OLA     |
| Golfito             | 33 823    | Mauricio Alvarado         |         | PUSC    | Jimmy José Cubillo        |         | PLN     |
| Coto Brus           | 40 082    | Gerardo Wilson Chaves     |         | PUSC    | Rafael Ángel Navarro      |         | PUSC    |
| Parrita             | 12 112    | Ramón Fernando Rodríguez  |         | PUSC    | Gerardo Roger Acuña       |         | PLN     |
| Corredores          | 37 274    | Augusto César Moya        |         | PUSC    | Gerardo Ramírez           |         | PLN     |
| Garabito            | 10 378    | Luis Fernando Villalobos  |         | PUSC    | Marvin Elizondo           |         | PLN     |
| Limón               | 89 933    | Róger Mainor Rivera       |         | PUSC    | Eduardo Barboza           |         | PLN     |
| Pococí              | 103 121   | Manuel Hernández          |         | PUSC    | Enrique Alfaro            |         | PLN     |
| Siquirres           | 52 409    | Miguel Gerardo Quirós     |         | PUSC    | Edgar Cambronero          |         | PACSI   |
| Talamanca           | 25 857    | Rugeli Morales            |         | PUSC    | Rugeli Morales            |         | PUSC    |
| Matina              | 33 096    | Rodrigo Gómez             |         | PRC     | Lorenzo Colphan           |         | PLN     |
| Guácimo             | 34 879    | Gerardo Fuentes           |         | PLN     | Gerardo Fuentes           |         | PLN     |

### Por partido
| Partido                   | Partido                             | Votos     | %      | Alcaldes | +/-         |
| ------------------------- | ----------------------------------- | --------- | ------ | -------- | ----------- |
|                           | Partido Liberación Nacional         | 277,589   | 45.87  | 59       | 31          |
|                           | Partido Unidad Social Cristiana     | 107,007   | 17.68  | 11       | 36          |
|                           | Partido Acción Ciudadana            | 88,630    | 14.64  | 5        | 4           |
|                           | Movimiento Libertario               | 34,073    | 5.63   | 1        | 1           |
|                           | Cantonales                          | 31,408    | 5.19   | 3        | 1           |
|                           | Partido Unión Nacional              | 16,101    | 2.66   | 1        | Nuevo       |
|                           | Unión para el Cambio                | 15,107    | 2.50   | 1        | Nuevo       |
|                           | Renovación Costarricense            | 9,883     | 1.63   | 0        | 1           |
|                           | Partido Integración Nacional        | 8,516     | 1.41   | 0        | Sin cambios |
|                           | Partido Guanacaste Independiente    | 6,925     | 1.14   | 0        | 1           |
|                           | Partido Verde Ecologista de Cartago | 3,265     | 0.54   | 0        | Nuevo       |
|                           | Fuerza Democrática                  | 2,827     | 0.47   | 0        | Sin cambios |
|                           | Rescate Nacional                    | 1,609     | 0.27   | 0        | Sin cambios |
|                           | Alianza Democrática Nacionalista    | 1,132     | 0.19   | 0        | Nuevo       |
|                           | Frente Amplio                       | 502       | 0.08   | 0        | Nuevo       |
|                           | Patria Primero                      | 297       | 0.05   | 0        | Nuevo       |
|                           | Vanguardia Popular                  | 245       | 0.04   | 0        | Nuevo       |
|                           | Partido Acción Laborista Agrícola   | 79        | 0.01   | 0        | Sin cambios |
|                           |                                     |           |        |          |             |
| Votos válidos             | Votos válidos                       | 605 195   | 97.52  |          |             |
| Votos en blanco           | Votos en blanco                     | 4 355     | 0.70   |          |             |
| Votos nulos               | Votos nulos                         | 11 064    | 1.78   |          |             |
| Total                     | Total                               | 602,755   | 100.00 | 81       | Sin cambios |
| Registrados/Participación | Registrados/Participación           | 2 603 770 | 23.84  | 1.64     | 1.64        |
|                           |                                     |           |        |          |             |
| Fuente                    |                                     |           |        |          |             |

#### Por provincia
| Provincia   | PLN %    | PUSC % | PAC % | ML %  | Cantonales % | PUN % | UPC % | PRC % | PIN % | PFD % | PRN % | ADN % | PPP % | PVP % |   |
| ----------- | -------- | ------ | ----- | ----- | ------------ | ----- | ----- | ----- | ----- | ----- | ----- | ----- | ----- | ----- | - |
| Provincia   | San José | 45.59  | 16.64 | 16.60 | 2.95         | 9.62  | 1.75  | 2.26  | 0.32  | 4.27  | -     | -     | -     | -     | - |
| Alajuela    | 55.41    | 11.17  | 17.77 | 4.60  | 5.32         | 1.49  | 3.65  | 0.59  | -     | -     | -     | -     | -     | -     |   |
| Cartago     | 44.06    | 18.04  | 12.47 | 11.32 | 6.32         | 5.60  | 2.19  | -     | -     | -     | -     | -     | -     | -     |   |
| Heredia     | 43.76    | 20.88  | 21.49 | 2.23  | 4.54         | 0.75  | 3.82  | 1.93  | 0.46  | -     | -     | -     | -     | 0.14  |   |
| Guanacaste  | 43.19    | 14.69  | 9.54  | 2.98  | 11.41        | 8.41  | 4.03  | 0.71  | -     | 2.41  | 0.76  | 1.87  | -     | -     |   |
| Puntarenas  | 43.30    | 27.03  | 8.76  | 6.19  | 3.70         | 1.50  | -     | 8.45  | 0.63  | -     | -     | -     | 0.44  | -     |   |
| Limón       | 34.93    | 24.46  | 9.07  | 16.50 | 4.06         | 1.53  | 0.87  | 2.83  | 0.30  | 2.77  | 2.34  | -     | -     | 0.34  |   |
| Total       | 45.87    | 17.68  | 14.64 | 5.63  | 6.95         | 2.66  | 2.50  | 1.64  | 1.41  | 0.47  | 0.27  | 0.19  | 0.05  | 0.04  |   |
| Fuente: TSE |          |        |       |       |              |       |       |       |       |       |       |       |       |       |   |

### Síndicos y concejales
| Síndicos   | Síndicos   | Síndicos | Síndicos | Síndicos |
| ---------- | ---------- | -------- | -------- | -------- |
|            |            |          |          |          |
| PLN        | PLN        |          | 72.65 %  | 72.65 %  |
| PUSC       | PUSC       |          | 14.10 %  | 14.10 %  |
| PAC        | PAC        |          | 4.70 %   | 4.70 %   |
| Cantonales | Cantonales |          | 3.42 %   | 3.42 %   |
| ML         | ML         |          | 1.92 %   | 1.92 %   |
| PUN        | PUN        |          | 1.92 %   | 1.92 %   |
| UPC        | UPC        |          | 0.64 %   | 0.64 %   |
| PIN        | PIN        |          | 0.43 %   | 0.43 %   |
| PRC        | PRC        |          | 0.21 %   | 0.21 %   |

| Concejales de Distrito | Concejales de Distrito | Concejales de Distrito | Concejales de Distrito | Concejales de Distrito |
| ---------------------- | ---------------------- | ---------------------- | ---------------------- | ---------------------- |
|                        |                        |                        |                        |                        |
| PLN                    | PLN                    |                        | 50.11 %                | 50.11 %                |
| PUSC                   | PUSC                   |                        | 19.19 %                | 19.19 %                |
| PAC                    | PAC                    |                        | 14.66 %                | 14.66 %                |
| Cantonales             | Cantonales             |                        | 6.29 %                 | 6.29 %                 |
| ML                     | ML                     |                        | 3.78 %                 | 3.78 %                 |
| PUN                    | PUN                    |                        | 2.24 %                 | 2.24 %                 |
| UPC                    | UPC                    |                        | 1.71 %                 | 1.71 %                 |
| PIN                    | PIN                    |                        | 1.01 %                 | 1.01 %                 |
| PRC                    | PRC                    |                        | 1.01 %                 | 1.01 %                 |

| Partidos                  | Partidos                                        | Votos     | %      | ±      | Síndicos | Síndicos | Concejales de Distrito | Concejales de Distrito |
| Partidos                  | Partidos                                        | Votos     | %      | ±      | Total    | +/-      | Total                  | +/-                    |
| ------------------------- | ----------------------------------------------- | --------- | ------ | ------ | -------- | -------- | ---------------------- | ---------------------- |
|                           | Liberación Nacional (PLN)                       | 268,944   | 45.17  | +11.36 | 340      | +148     | 940                    | +256                   |
|                           | Unidad Social Cristiana (PUSC)                  | 106,488   | 17.89  | -18.96 | 66       | -162     | 360                    | -439                   |
|                           | Acción Ciudadana (PAC)                          | 95,427    | 16.03  | +3.42  | 22       | +8       | 275                    | +93                    |
|                           | Movimiento Libertario (ML)                      | 33,069    | 5.55   | +2.29  | 9        | +5       | 71                     | +45                    |
|                           | Unión para el Cambio (UPC)                      | 13,684    | 2.30   | Nuevo  | 3        | Nuevo    | 32                     | Nuevo                  |
|                           | Unión Nacional (PUN)                            | 12,325    | 2.07   | Nuevo  | 9        | Nuevo    | 42                     | Nuevo                  |
|                           | Renovación Costarricense (PRC)                  | 9,516     | 1.60   | -1.61  | 1        | -3       | 19                     | -29                    |
|                           | Integración Nacional (PIN)                      | 7,863     | 1.32   | +0.68  | 2        | +1       | 19                     | +13                    |
|                           | Guanacaste Independiente (PGI)                  | 6,912     | 1.16   | +0.92  | 1        | -1       | 21                     | +12                    |
|                           | Solidaridad Ramonense (PSRa)                    | 3,903     | 0.66   | Nuevo  | 3        | Nuevo    | 17                     | Nuevo                  |
|                           | Yunta Progresista Escazuceña (YUNTA)            | 3,629     | 0.61   | +0.08  | 1        | 0        | 5                      | +1                     |
|                           | Curridabat Siglo XXI (CSXXI)                    | 3,322     | 0.56   | +0.28  | 4        | +2       | 8                      | +4                     |
|                           | Verde Ecologista (PVE)                          | 3,275     | 0.55   | Nuevo  | 0        | Nuevo    | 5                      | Nuevo                  |
|                           | Unión Palmareña (PUPal)                         | 2,286     | 0.38   | Nuevo  | 0        | Nuevo    | 9                      | Nuevo                  |
|                           | Del Sol (PSOL)                                  | 2,059     | 0.35   | -0.02  | 0        | -2       | 6                      | -2                     |
|                           | Fuerza Democrática (PFD)                        | 1,988     | 0.33   | -0.97  | 0        | 0        | 1                      | -7                     |
|                           | Goicoechea en Acción (PGEA)                     | 1,936     | 0.33   | Nuevo  | 0        | Nuevo    | 4                      | Nuevo                  |
|                           | Acción Cantonal Siquirres Independiente (PACSI) | 1,914     | 0.32   | -0.01  | 1        | -1       | 7                      | 0                      |
|                           | Integración Barveña (PINBAR)                    | 1,801     | 0.30   | Nuevo  | 2        | Nuevo    | 10                     | Nuevo                  |
|                           | El Puente y los Caminos de Mora (PYCM)          | 1,539     | 0.26   | Nuevo  | 1        | Nuevo    | 6                      | Nuevo                  |
|                           | Alianza por San José (PASJ)                     | 1,490     | 0.25   | -0.55  | 0        | 0        | 0                      | -3                     |
|                           | Organización Laborista de Aguirre (OLA)         | 1,381     | 0.23   | Nuevo  | 2        | Nuevo    | 4                      | Nuevo                  |
|                           | Comunal Pro-Curri (PCPC)                        | 1,032     | 0.17   | Nuevo  | 0        | Nuevo    | 2                      | Nuevo                  |
|                           | Frente Amplio (FA)                              | 855       | 0.14   | Nuevo  | 0        | Nuevo    | 1                      | Nuevo                  |
|                           | Independiente Belemita (PIB)                    | 724       | 0.12   | +0.01  | 0        | 0        | 1                      | 0                      |
|                           | Alajuelita Nueva (PANUAL)                       | 717       | 0.12   | Nuevo  | 0        | Nuevo    | 1                      | Nuevo                  |
|                           | Acción Quepeña (PAQ)                            | 676       | 0.11   | -0.08  | 0        | 0        | 2                      | -1                     |
|                           | Auténtico Turrialbeño (PATC)                    | 597       | 0.10   | Nuevo  | 0        | Nuevo    | 0                      | Nuevo                  |
|                           | Fuerza Comunal Desamparadeña (FCD)              | 549       | 0.09   | Nuevo  | 0        | Nuevo    | 0                      | Nuevo                  |
|                           | Auténtico Santaneño (PAUSA)                     | 544       | 0.09   | Nuevo  | 0        | Nuevo    | 1                      | Nuevo                  |
|                           | Auténtico Labrador de Coronado (PALABRA)        | 543       | 0.09   | Nuevo  | 0        | Nuevo    | 0                      | Nuevo                  |
|                           | Humanista de Montes de Oca (PH-MdO)             | 539       | 0.09   | +0.01  | 0        | 0        | 0                      | -1                     |
|                           | Del Pueblo y para el Pueblo (PPPP)              | 521       | 0.09   | Nuevo  | 0        | Nuevo    | 0                      | Nuevo                  |
|                           | Rescate Nacional (PRN)                          | 517       | 0.09   | -0.38  | 0        | -1       | 1                      | -10                    |
|                           | Integración Provincial 3 (PIP-3)                | 511       | 0.09   | Nuevo  | 1        | Nuevo    | 3                      | Nuevo                  |
|                           | Auténtico Pilárico (PAUPI)                      | 459       | 0.08   | Nuevo  | 0        | Nuevo    | 1                      | Nuevo                  |
|                           | Alianza Democrática Nacionalista (ADN)          | 417       | 0.07   | Nuevo  | 0        | Nuevo    | 2                      | Nuevo                  |
|                           | Autónomo Oromontano (PAO)                       | 417       | 0.07   | Nuevo  | 0        | Nuevo    | 0                      | Nuevo                  |
|                           | Patria Primero (PPP)                            | 268       | 0.05   | Nuevo  | 0        | Nuevo    | 0                      | Nuevo                  |
|                           | Unión Poaseña (PUNPO)                           | 241       | 0.04   | Nuevo  | 0        | Nuevo    | 0                      | Nuevo                  |
|                           | Vanguardia Popular (PVP)                        | 198       | 0.03   | Nuevo  | 0        | Nuevo    | 0                      | Nuevo                  |
|                           | Moravia Progresista (PMP)                       | 169       | 0.03   | Nuevo  | 0        | Nuevo    | 0                      | Nuevo                  |
|                           | Acción Laborista Agrícola (PALA)                | 101       | 0.02   | -0.09  | 0        | Nuevo    | 0                      | -3                     |
|                           |                                                 |           |        |        |          |          |                        |                        |
| Votos válidos             | Votos válidos                                   | 592,927   | 97.15  |        |          |          |                        |                        |
| Votos en blanco           | Votos en blanco                                 | 5.763     | 0.94   |        |          |          |                        |                        |
| Votos nulos               | Votos nulos                                     | 11.689    | 1.91   |        |          |          |                        |                        |
| Total                     | Total                                           | 610,379   | 100.00 | -      | 468      | +5       | 1876                   | +22                    |
| Registrados/Participación | Registrados/Participación                       | 2,593,496 | 23.61  |        |          |          |                        |                        |
|                           |                                                 |           |        |        |          |          |                        |                        |
| Fuentes                   |                                                 |           |        |        |          |          |                        |                        |